# 若桑一人
若桑 一人（わかくわ かずと、3月22日生）は、日本の漫画原作者、脚本家。別名義で九和 かずと（くわかずと）、三条 和都（さんじょうかずと）。 大阪府出身。大阪電気通信大学高等学校、花園大学文学部卒業。

## 来歴
『少年サンデー』1993年前期原作大賞で大賞を受賞。作品名は「百戦無敵!」。当時のペンネームは若桑正人。後に若桑一人に変更。

## 作品

### 漫画原作・原案
若桑一人名義
- 百戦無敵! （作画:三好雄己、週刊少年サンデー、小学館）
- 恐怖・都市伝説 （作画:猪熊しのぶ、週刊少年サンデー超、小学館]）
- 風の伝承者 （作画:山本智、週刊少年サンデー、小学館　全10巻）
- 禍・MAGA （作画:石川賢、原案、ビッグコミックスピリッツ、小学館　全2巻）
- ダンデ・ライオン （作画:木村直巳、ビッグコミック、小学館　全8巻）
- 営業ノススメ! （作画:十神真、ビッグコミックビジネス、小学館）
- 売ったれダイキチ! （作画:武村勇治、週刊少年サンデー、小学館　全4巻）

など
九和かずと名義
- 築地魚河岸三代目　（作画:はしもとみつお、ビッグコミック、小学館） 21巻「年取りのナメタ（前編）」 - 42巻（最終巻）

三条和都名義
- 真田幸村 （作画:大谷じろう、学習まんが人物館、小学館）
- 知里幸恵とアイヌ （作画:ひきの真二、学習まんが人物館、小学館）
- 羽生善治（作画:金田達也、学習まんが人物館、小学館）
- 明智光秀（作画:大谷じろう、学習まんが人物館、小学館）
- 小学館 まんが はじめての日本の歴史 （作画:大谷じろう・高見まこ・高田靖彦・小林たつよし・こやす珠世・岩田やすてる・トミイ大塚、学習まんが、小学館 全15巻）
- 科学学習まんが クライシス・シリーズ （小学館）
  - 動物のクライシス2　（作画:佐伯幸之助）
  - 宇宙のクライシス　（作画:上川敦志）
  - 恐竜のクライシス　（作画:菅原健二）
  - 竜巻のクライシス　（作画:ひきの真二）
  - サメのクライシス　（作画:内富拓也）
  - 昆虫のクライシス　（作画:高枝景水）
  - ロボットのクライシス　（作画:今田ユウキ）
  - 火山のクライシス　（作画:金田達也）
  - 地底のクライシス　（作画:麻生羽呂）
  - 人体のクライシス　（作画:上川敦志）
- 小学館版学習まんが くまモン （作画：森真理、小学館）

### 映画
- 築地魚河岸三代目（松竹系公開、大沢たかお主演）